# Österreichischer Staatspreis für Kunstkritik
Der Staatspreis für Kunstkritik ist ein Staatspreis der Republik Österreich, der alle zwei Jahre für hervorragende Beiträge auf dem Gebiet der Kunstkritik verliehen wird.
Der Preis würdigt besonders Rezensionen und Aufsätze in Fachzeitschriften und Ausstellungskatalogen, Monografien und im Feuilleton. Er wurde erstmals im Juli 2017 vergeben und ist mit 10.000 Euro dotiert. Die Nominierungen für den Staatspreis werden von einer fünfköpfigen Jury vorgenommen. Neben dem eigentlichen Staatspreis für Kunstkritik werden im Rahmen des Staatspreises auch Kunstkritiker-Stipendien sowie eine Verlagsförderung für Kunstkritik vergeben.

## Preisträgerinnen
- 2017: Nina Schedlmayer[1]
- 2019: Silvia Eiblmayr[3]
- 2021: Nicole Scheyerer[4]
- 2023: Brigitte Borchhardt-Birbaumer[5]